# Ul'jana Kljueva
Ul'jana Vladimirovna Kljueva (in russo Ульяна Владимировна Клюева?; Volgograd, 30 giugno 2002) è una tuffatrice russa specialista nel trampolino 1 m e 3 m.

## Carriera
Ul'jana Kljueva ha ottenuto i suoi primi importanti successi a livello giovanile vincendo agli Europei di categoria, disputati a Bergen nel 2017, l'oro nel sincro 3 m, l'argento nel trampolino 1 m e il bronzo nel trampolino 3 m. 
L'anno successivo si è confermata campionessa europea giovanile nel sincro 3 m aggiudicandosi pure il titolo dal trampolino 3 m, oltre a conquistare un argento nella gara a squadre e un bronzo nel trampolino 1 m. Poi ha partecipato ai Mondiali giovanili, svolti a Kiev, guadagnando due medaglie d'argento nel trampolino 1 m e nel sincro 3 m. Nel mese di ottobre ha preso parte alle Olimpiadi giovanili di Buenos Aires 2018 vincendo la medaglia d'argento nel trampolino 3 m.
Nel 2019 ha debuttato a livello senior ai Mondiali di Gwangju classificandosi 22ª nei preliminari del trampolino 3 m. Il mese dopo ha partecipato anche agli Europei di Kiev 2019 vincendo insieme a Vitalija Korolëva, all'età di 17 anni, la medaglia d'oro nel sincro 3 m.

## Palmarès
- Europei di nuoto/tuffi

Kiev 2019: oro nel sincro 3 m.
Budapest 2020: bronzo nel sincro 3 m.
- Giochi olimpici giovanili

Buenos Aires 2018: argento nel trampolino 3 m.
- Mondiali giovanili

Kiev 2018: argento nel trampolino 1 m e nel sincro 3 m.
- Europei giovanili

Bergen 2017: oro nel sincro 3 m, argento nel trampolino 1 m e bronzo nel trampolino 3 m.
Helsinki 2018: oro nel sincro 3 m e nel trampolino 3 m, argento nella gara a squadre e bronzo nel trampolino 3 m.
Kazan' 2019: oro nella gara a squadre e nel sincro 3 m.